# България Мол
Bulgaria Mall е търговски център в София, България, официално открит на 1 декември 2012 г.
Разположен е край кръстовището на булевардите „България“ и „Тодор Каблешков“ в южната част на столицата (на 10 минути път с кола от центъра на града), до Околовръстния път (2 минути с кола), сред най-новите жилищни квартали на София.
Търговският център включва 4 подземни (паркинг и хипермаркет) и 4 надземни нива. Паркингът е с 1100 места. Офисната част, която се състои от висока кула и ниска сграда, надвишава 25 000 m² отдаваема площ.
До България Мол минават автобуси 73 и 204, както и трамвайни линии 7 и 27.